# 클라우즈 오브 실스마리아
《클라우즈 오브 실스마리아》(영어: Clouds of Sils Maria)는 2014년 공개된 독일, 프랑스, 스위스의 드라마 영화이다.

## 줄거리
마리아 엔더스(쥘리에트 비노슈)는 국제 경력의 정점에서 그녀를 20년 전 유명하게 해주었던 연극의 재공연에 출연 요청을 받는다. 하지만 그 당시 그녀는 자신의 상사 헬레나를 무력화하고 결국엔 자살하게 만든, 매력있는 젊은 여성 시그리드를 연기하였다. 이제 그녀는 그 선배 헬레나를 대신하여 연기할 것을 부탁 받으려고 하는데, 자신의 조수(크리스틴 스튜어트)와 총연습을 위해 알프스의 외딴 지역인 실스 마리아로 떠난다. 추문으로 얼룩진 젊은 할리우드 여배우(클로이 그레이스 머레츠)가 시그리드의 역을 맡고, 마리아는 거울 반대편에서 비친 불안정한 자신의 본모습으로 어렴풋이 매력적인 여인을 마주한 그녀 자신을 발견한다.

## 배역
- 쥘리에트 비노슈 - 마리아 엔더스 역
- 크리스틴 스튜어트 - 밸런타인 역
- 클로이 그레이스 머레츠 - 조앤 엘리스 역
- 브레이디 코벳 - 피어스 롤슨 역
- 조니 플린 - 크리스토퍼 자일스 역
- 라스 아이딩어 - 클라우스 디스터베크 역
- 한스 지슐러 - 헨리크 발트 역
- 노라 본 발드스타텐 - SF 영화 여배우 역
- 앙엘라 빈클러 - 로자 멜히오어 역
- 클레르 트랑 - 메이링 역
- 스테펜 메네케스 - 저널리스트 역
- 제리 콰르탱 - 저널리스트 역
- 브누아 페베렐리 - 베른트 역
- 리카르디마 브램리 - 토크쇼 진행자
- 루이즈 베른트 - 넬리 역
- 질 추디 - 취리히의 시장 역
- 알요샤 슈타델만 - 우어스 코블러 역
- 길레스 추디 - 취리히 시장
- 카롤린 드 메그레 - 샤넬 잡지 담당자 역
- 스튜어트 마니실 - 마리아의 에이전트 역
- 페터 파르카스 - 취리히 언론인 역
- 벤 포제너 - 런던 언론인 역
- 션 맥도나 - 런던 극장 조수 역
- 아놀드 그라마라 - 발트하우스 호텔 안내원 역
- 야콥 쾬 - 조앤의 매니저 역

## 사운드 트랙
- 게오르크 프리드리히 헨델 - 세르세 中 라르고(라르게토)
- 요한 파헬벨 - 세 대의 바이올린과 통주저음을 위한 카논과 지그 D장조 : 연주 - 카롤 토이치(Karol Teutsch), 브로츠와프 실내 관현악단 레오폴디눔(Wrocław Chamber Orchestra Leopoldinum)
- 이노첸티오 알베르티 - Paavin in of Albarti : 연주 - 조르디 사발, 에스페리옹 XX
- 프라이멀 스크림 - Kowalski
- 게오르크 프리드리히 헨델 - 소나타 2번 d단조 : 연주 - 피비 린(Phoebe Lin), 카타르지나 나브로테크(Katarzyna Nawrotek), 다비트 제게조(David Seghezzo), 클레르-안 피게(Claire-Anne Piquet)

## 수상
- 2014년 제19회 부산국제영화제 후보 월드 시네마
- 2014년 제67회 칸영화제 후보 경쟁부문
- 2014년 제52회 뉴욕영화제 후보 장편 상영작
- 2014년 제67회 로카르노 영화제 후보 피아자 그란데
- 2014년 제33회 벤쿠버국제영화제 후보 특별소개 부문
- 2014년 제39회 토론토국제영화제 후보 특별한 발표 부문
- 2014년 제50회 시카고국제영화제 후보 월드 시네마
- 2014년 제51회 금마장 후보 마스터 클래스
- 2014년 제25회 싱가포르 국제 영화제 후보 시네마 투데이
- 2014년 제34회 하와이국제영화제 후보 유로시네마 하와이
- 2014년 제45회 인도국제영화제 후보 마스터스트로크
- 2014년 제37회 밀 밸리 영화제 후보 세계영화
- 2014년 제32회 뮌헨 국제영화제 후보 시네마스터즈 경쟁
- 2015년 제28회 시카고 비평가 협회상 후보 여우조연상
- 2015년 제80회 뉴욕 비평가 협회상 수상 여우조연상 - 크리스틴 스튜어트
- 2015년 제40회 세자르영화제 수상 여우조연상 - 크리스틴 스튜어트
- 2015년 제18회 상하이국제영화제 후보 글로벌 빌리지
- 2015년 제33회 산타바바라 국제영화제 후보 특별 헌정작
- 2015년 제26회 팜스프링스 국제영화제 후보 모던 마스터스
- 2015년 제38회 예테보리리국제영화제 후보 갈라
- 2015년 제25회 시네퀘스트 영화제 후보 장편영화
- 2015년 제5회 북경국제영화제 후보 내셔널 참
- 2015년 제3회 무주산골영화제 후보 상영작: 판
- 2016년 제26회 전미 비평가 협회상 수상 여우조연상 - 크리스틴 스튜어트
- 2016년 제36회 런던 비평가 협회상 후보 여우조연상
- 2016년 제12회 취리히 영화제 후보 회고전

## 기타
- 수입사 :  티캐스트